# Sudanesiska folkets befrielsearmé
Sudanesiska folkets befrielsearmé (engelska: Sudan People's Liberation Army) (SPLA) var en sydsudanesisk gerillagrupp som grundades 1983, sedan en grupp sudanesiska officerare gjort uppror i staden Bor. Sudans regim skickade armétrupper för att kväsa upproret i Bor. Väl där anslöt sig regeringstrupperna, under ledning av John Garang istället till upprorsmännen  De bildade då SPLA, lett av John Garang som tillhörde den största befolkningsgruppen i södra Sudan, dinkafolket. 
SPLA och dess politiska gren Sudanesiska folkets befrielserörelse (SPLM) kämpade för ett självständigt Sydsudan.
Man hade stöd hos de kristna och animistiska folkgrupperna i södra Sudan, i motsats till de arabiska, muslimska folkgrupper som dominerar norra Sudan och Sudans regering. 
Under det tidiga 1990-talet splittrades SPLA i tre fraktioner; "SPLA Torit", ledd av John Garang, Carabino Kuany Bols "SPLA Bahr-al-Ghazal"-fraktion och "SPLA-Nasir" (1991–1993) som sedermera blev "SPLA-United" (1993–94) och som leddes av Riek Machar, Lam Akol och Gordon Kong Chuol. 
SPLA skrev i januari 2005 under ett fredsavtal med den islamistiska regeringen i Khartoum. Det mynnade ut i självstyre för Sydsudan och att John Garang tillträdde som en av Sudans två vicepresidenter den 9 juli samma år. Garang omkom kort efteråt i en helikopterolycka och efterträddes som SPLA-ledare av Salva Kiir Mayardit, som i presidentvalet för den autonoma regionen Sydsudan 2010 blev vald till president.
Kiir genomförde en folkomröstning om självständighet i januari 2011, med massiv majoritet för ett suveränt Sydsudan. Den 9 juli samma år utropades det fria Sydsudan och SPLA omvandlades till det nya landets armé.